# Eleições parlamentares europeias de 2004 no distrito da Guarda
| Eleições parlamentares europeias de 2004 em Portugal Distritos: Aveiro \| Beja \| Braga \| Bragança \| Castelo Branco \| Coimbra \| Évora \| Faro \| Guarda \| Leiria \| Lisboa \| Portalegre \| Porto \| Santarém \| Setúbal \| Viana do Castelo \| Vila Real \| Viseu \| Açores \| Madeira \| Estrangeiro |

## Resultados por Concelho
Os resultados nos concelhos do Distrito da Guarda foram os seguintes:

### Aguiar da Beira
| Partido                 | Partido                    | Votos | %               | +/-  |
| ----------------------- | -------------------------- | ----- | --------------- | ---- |
|                         | Força Portugal             | 1 085 | 57,96 / 100,00  | 9,76 |
|                         | Partido Socialista         | 575   | 30,72 / 100,00  | 5,85 |
|                         | Partido da Nova Democracia | 25    | 1,34 / 100,00   | Novo |
|                         | Bloco de Esquerda          | 23    | 1,23 / 100,00   | 0,81 |
|                         | Outros                     | 94    | 5,01 / 100,00   |      |
| Votos Inválidos         | Votos Inválidos            | 70    | 3,74 / 100,00   | 0,29 |
| Total                   | Total                      | 1 872 | 100,00 / 100,00 |      |
| Eleitorado/Participação | Eleitorado/Participação    | 6 080 | 30,79 / 100,00  | 8,70 |

### Almeida
| Partido                 | Partido                        | Votos | %               | +/-  |
| ----------------------- | ------------------------------ | ----- | --------------- | ---- |
|                         | Força Portugal                 | 1 416 | 45,91 / 100,00  | 6,07 |
|                         | Partido Socialista             | 1 190 | 38,59 / 100,00  | 0,94 |
|                         | Coligação Democrática Unitária | 91    | 2,95 / 100,00   | 0,25 |
|                         | Bloco de Esquerda              | 61    | 1,98 / 100,00   | 1,19 |
|                         | Partido da Nova Democracia     | 39    | 1,26 / 100,00   | Novo |
|                         | Outros                         | 148   | 4,80 / 100,00   |      |
| Votos Inválidos         | Votos Inválidos                | 139   | 4,51 / 100,00   | 0,96 |
| Total                   | Total                          | 3 084 | 100,00 / 100,00 |      |
| Eleitorado/Participação | Eleitorado/Participação        | 8 601 | 35,86 / 100,00  | 2,64 |

### Celorico da Beira
| Partido                 | Partido                        | Votos | %               | +/-  |
| ----------------------- | ------------------------------ | ----- | --------------- | ---- |
|                         | Partido Socialista             | 1 255 | 44,85 / 100,00  | 1,54 |
|                         | Força Portugal                 | 1 130 | 40,39 / 100,00  | 7,51 |
|                         | Bloco de Esquerda              | 79    | 2,82 / 100,00   | 2,11 |
|                         | Coligação Democrática Unitária | 75    | 2,68 / 100,00   | 0,52 |
|                         | Outros                         | 139   | 4,97 / 100,00   |      |
| Votos Inválidos         | Votos Inválidos                | 120   | 4,29 / 100,00   | 0,89 |
| Total                   | Total                          | 2 798 | 100,00 / 100,00 |      |
| Eleitorado/Participação | Eleitorado/Participação        | 8 580 | 32,61 / 100,00  | 7,05 |

### Figueira de Castelo Rodrigo
| Partido                 | Partido                        | Votos | %               | +/-  |
| ----------------------- | ------------------------------ | ----- | --------------- | ---- |
|                         | Força Portugal                 | 1 051 | 46,55 / 100,00  | 4,00 |
|                         | Partido Socialista             | 962   | 42,60 / 100,00  | 0,05 |
|                         | Coligação Democrática Unitária | 47    | 2,08 / 100,00   | 0,40 |
|                         | Bloco de Esquerda              | 23    | 1,02 / 100,00   | 0,55 |
|                         | Outros                         | 83    | 3,67 / 100,00   |      |
| Votos Inválidos         | Votos Inválidos                | 92    | 4,07 / 100,00   | 1,28 |
| Total                   | Total                          | 2 258 | 100,00 / 100,00 |      |
| Eleitorado/Participação | Eleitorado/Participação        | 6 587 | 34,28 / 100,00  | 6,81 |

### Fornos de Algodres
| Partido                 | Partido                        | Votos | %               | +/-  |
| ----------------------- | ------------------------------ | ----- | --------------- | ---- |
|                         | Força Portugal                 | 1 054 | 47,34 / 100,00  | 9,76 |
|                         | Partido Socialista             | 902   | 40,54 / 100,00  | 3,66 |
|                         | Coligação Democrática Unitária | 52    | 2,34 / 100,00   | 0,92 |
|                         | Bloco de Esquerda              | 36    | 1,62 / 100,00   | 0,97 |
|                         | Partido da Nova Democracia     | 24    | 1,08 / 100,00   | Novo |
|                         | Outros                         | 76    | 3,42 / 100,00   |      |
| Votos Inválidos         | Votos Inválidos                | 81    | 3,64 / 100,00   | 1,49 |
| Total                   | Total                          | 2 225 | 100,00 / 100,00 |      |
| Eleitorado/Participação | Eleitorado/Participação        | 5 335 | 41,71 / 100,00  | 5,42 |

### Gouveia
| Partido                 | Partido                        | Votos  | %               | +/-  |
| ----------------------- | ------------------------------ | ------ | --------------- | ---- |
|                         | Partido Socialista             | 2 739  | 48,78 / 100,00  | 4,18 |
|                         | Força Portugal                 | 1 988  | 35,41 / 100,00  | 8,48 |
|                         | Coligação Democrática Unitária | 223    | 3,97 / 100,00   | 0,67 |
|                         | Bloco de Esquerda              | 138    | 2,46 / 100,00   | 1,54 |
|                         | Outros                         | 227    | 4,05 / 100,00   |      |
| Votos Inválidos         | Votos Inválidos                | 300    | 5,35 / 100,00   | 1,89 |
| Total                   | Total                          | 5 615  | 100,00 / 100,00 |      |
| Eleitorado/Participação | Eleitorado/Participação        | 15 500 | 36,23 / 100,00  | 3,17 |

### Guarda
| Partido                 | Partido                        | Votos  | %               | +/-  |
| ----------------------- | ------------------------------ | ------ | --------------- | ---- |
|                         | Partido Socialista             | 7 855  | 51,94 / 100,00  | 3,57 |
|                         | Força Portugal                 | 4 890  | 32,34 / 100,00  | 8,16 |
|                         | Bloco de Esquerda              | 517    | 3,42 / 100,00   | 2,44 |
|                         | Coligação Democrática Unitária | 497    | 3,29 / 100,00   | 0,72 |
|                         | Partido da Nova Democracia     | 182    | 1,20 / 100,00   | Novo |
|                         | Outros                         | 482    | 3,19 / 100,00   |      |
| Votos Inválidos         | Votos Inválidos                | 699    | 4,63 / 100,00   | 0,71 |
| Total                   | Total                          | 15 122 | 100,00 / 100,00 |      |
| Eleitorado/Participação | Eleitorado/Participação        | 36 728 | 41,17 / 100,00  | 2,35 |

### Manteigas
| Partido                 | Partido                        | Votos | %               | +/-   |
| ----------------------- | ------------------------------ | ----- | --------------- | ----- |
|                         | Partido Socialista             | 651   | 53,14 / 100,00  | 6,70  |
|                         | Força Portugal                 | 338   | 27,59 / 100,00  | 12,54 |
|                         | Coligação Democrática Unitária | 103   | 8,41 / 100,00   | 1,45  |
|                         | Bloco de Esquerda              | 34    | 2,78 / 100,00   | 2,04  |
|                         | Outros                         | 45    | 3,68 / 100,00   |       |
| Votos Inválidos         | Votos Inválidos                | 54    | 4,41 / 100,00   | 1,22  |
| Total                   | Total                          | 1 225 | 100,00 / 100,00 |       |
| Eleitorado/Participação | Eleitorado/Participação        | 3 876 | 31,60 / 100,00  | 2,52  |

### Mêda
| Partido                 | Partido                        | Votos | %               | +/-  |
| ----------------------- | ------------------------------ | ----- | --------------- | ---- |
|                         | Força Portugal                 | 1 382 | 53,88 / 100,00  | 4,90 |
|                         | Partido Socialista             | 781   | 30,45 / 100,00  | 0,65 |
|                         | Coligação Democrática Unitária | 56    | 2,18 / 100,00   | 0,21 |
|                         | Bloco de Esquerda              | 55    | 2,14 / 100,00   | 0,78 |
|                         | Partido da Nova Democracia     | 38    | 1,48 / 100,00   | Novo |
|                         | Partido Popular Monárquico     | 27    | 1,05 / 100,00   | 0,31 |
|                         | Outros                         | 89    | 3,47 / 100,00   |      |
| Votos Inválidos         | Votos Inválidos                | 137   | 5,34 / 100,00   | 1,95 |
| Total                   | Total                          | 2 565 | 100,00 / 100,00 |      |
| Eleitorado/Participação | Eleitorado/Participação        | 6 396 | 40,10 / 100,00  | 0,93 |

### Pinhel
| Partido                 | Partido                        | Votos  | %               | +/-  |
| ----------------------- | ------------------------------ | ------ | --------------- | ---- |
|                         | Força Portugal                 | 1 617  | 47,02 / 100,00  | 6,78 |
|                         | Partido Socialista             | 1 284  | 37,34 / 100,00  | 1,65 |
|                         | Bloco de Esquerda              | 106    | 3,08 / 100,00   | 2,51 |
|                         | Coligação Democrática Unitária | 97     | 2,82 / 100,00   | 0,09 |
|                         | Outros                         | 157    | 4,56 / 100,00   |      |
| Votos Inválidos         | Votos Inválidos                | 178    | 5,17 / 100,00   | 0,60 |
| Total                   | Total                          | 3 439  | 100,00 / 100,00 |      |
| Eleitorado/Participação | Eleitorado/Participação        | 10 756 | 31,97 / 100,00  | 3,39 |

### Sabugal
| Partido                 | Partido                                         | Votos  | %               | +/-  |
| ----------------------- | ----------------------------------------------- | ------ | --------------- | ---- |
|                         | Força Portugal                                  | 2 277  | 43,46 / 100,00  | 9,62 |
|                         | Partido Socialista                              | 2 145  | 40,94 / 100,00  | 3,26 |
|                         | Coligação Democrática Unitária                  | 129    | 2,46 / 100,00   | 0,30 |
|                         | Bloco de Esquerda                               | 129    | 2,46 / 100,00   | 1,77 |
|                         | Partido Comunista dos Trabalhadores Portugueses | 56     | 1,07 / 100,00   | 0,51 |
|                         | Outros                                          | 259    | 4,94 / 100,00   |      |
| Votos Inválidos         | Votos Inválidos                                 | 244    | 4,66 / 100,00   | 1,32 |
| Total                   | Total                                           | 5 239  | 100,00 / 100,00 |      |
| Eleitorado/Participação | Eleitorado/Participação                         | 15 574 | 33,64 / 100,00  | 4,44 |

### Seia
| Partido                 | Partido                                         | Votos  | %               | +/-  |
| ----------------------- | ----------------------------------------------- | ------ | --------------- | ---- |
|                         | Partido Socialista                              | 4 601  | 49,30 / 100,00  | 2,12 |
|                         | Força Portugal                                  | 3 283  | 35,18 / 100,00  | 5,96 |
|                         | Coligação Democrática Unitária                  | 426    | 4,56 / 100,00   | 0,89 |
|                         | Bloco de Esquerda                               | 227    | 2,43 / 100,00   | 1,56 |
|                         | Partido Comunista dos Trabalhadores Portugueses | 94     | 1,01 / 100,00   | 0,48 |
|                         | Outros                                          | 269    | 2,87 / 100,00   |      |
| Votos Inválidos         | Votos Inválidos                                 | 433    | 4,64 / 100,00   | 0,96 |
| Total                   | Total                                           | 9 333  | 100,00 / 100,00 |      |
| Eleitorado/Participação | Eleitorado/Participação                         | 25 748 | 36,25 / 100,00  | 3,28 |

### Trancoso
| Partido                 | Partido                        | Votos  | %               | +/-  |
| ----------------------- | ------------------------------ | ------ | --------------- | ---- |
|                         | Força Portugal                 | 1 971  | 50,83 / 100,00  | 3,45 |
|                         | Partido Socialista             | 1 400  | 35,75 / 100,00  | 1,46 |
|                         | Bloco de Esquerda              | 88     | 2,25 / 100,00   | 1,39 |
|                         | Coligação Democrática Unitária | 61     | 1,56 / 100,00   | 0,22 |
|                         | Partido da Nova Democracia     | 47     | 1,20 / 100,00   | Novo |
|                         | Outros                         | 155    | 3,97 / 100,00   |      |
| Votos Inválidos         | Votos Inválidos                | 194    | 4,95 / 100,00   | 1,21 |
| Total                   | Total                          | 3 916  | 100,00 / 100,00 |      |
| Eleitorado/Participação | Eleitorado/Participação        | 10 576 | 37,03 / 100,00  | 7,66 |

### Vila Nova de Foz Côa
| Partido                 | Partido                                         | Votos | %               | +/-     |
| ----------------------- | ----------------------------------------------- | ----- | --------------- | ------- |
|                         | Força Portugal                                  | 1 365 | 43,33 / 100,00  | 5,10    |
|                         | Partido Socialista                              | 1 358 | 43,11 / 100,00  | 0,73    |
|                         | Coligação Democrática Unitária                  | 92    | 2,92 / 100,00   | Estável |
|                         | Bloco de Esquerda                               | 63    | 2,00 / 100,00   | 1,40    |
|                         | Partido Comunista dos Trabalhadores Portugueses | 32    | 1,02 / 100,00   | 0,53    |
|                         | Outros                                          | 123   | 3,91 / 100,00   |         |
| Votos Inválidos         | Votos Inválidos                                 | 117   | 3,72 / 100,00   | 0,53    |
| Total                   | Total                                           | 3 150 | 100,00 / 100,00 |         |
| Eleitorado/Participação | Eleitorado/Participação                         | 8 553 | 36,83 / 100,00  | 5,38    |